# Woyo Coulibaly
Pour les articles homonymes, voir Coulibaly.
Woyo Coulibaly, né le 26 mai 1999 à Gonesse en France, est un footballeur international malien qui évolue au poste d'arrière droit à Leicester City.

## Biographie

### Le Havre AC
Né à Gonesse en France, Woyo Coulibaly est binational franco-malien. Il est formé par Le Havre AC, qu'il rejoint en 2012. Avec l'équipe U19 du club il est notamment finaliste du championnat de France de la catégorie en 2017. Il signe son premier contrat professionnel le 19 juin 2019, le liant avec le club jusqu'en 2022. Il joue son premier match en professionnel le 2 août 2019, lors d'une rencontre de Ligue 2 face aux Chamois niortais. Il est titularisé au poste d'arrière gauche lors de cette rencontre qui se solde par un match nul (1-1).
En octobre 2020, il prolonge son contrat jusqu'en 2024 avec le club normand. Son entraîneur Paul Le Guen se montre alors élogieux à son sujet, lui voyant un avenir en Ligue 1. Woyo Coulibaly s'impose comme un titulaire sur le côté droit de la défense lors de la saison 2020-2021.

### Parme
Le 30 août 2021, Woyo Coulibaly s'engage en faveur du Parme Calcio pour un contrat courant jusqu'en juin 2025,.

### Leicester City
Le 15 janvier 2025, à quelques mois de la fin de son contrat, il est transféré pour un montant de trois millions d'euros à Leicester City.

### En sélection
Woyo Coulibaly est convoqué pour la première fois avec l'équipe nationale du Mali par le sélectionneur Tom Saintfiet, honorant sa première sélection le 5 juin 2025, lors d'un match amical face à la République démocratique du Congo où il est titularisé. Son équipe est battue par un but à zéro ce jour-là,.

## Palmarès

### En club

#### Parme Calcio 1913
- Champion de Serie B en 2024.